# Voyage 2050
Voyage 2050 est le programme spatial scientifique de l'Agence spatiale européenne (ESA) pour la période 2035-2050. Il doit prendre la suite du programme Cosmic Vision qui regroupe les missions pour la période 2015-2035. Comme ce programme, il comprendra des missions lourdes et moyennes ainsi que des missions moins coûteuses qui seront sélectionnées par un comité scientifiques parmi les propositions de la communauté scientifique. Les thèmes scientifiques traités par les futures missions ont été déterminés en 2021 (étude des lunes des planètes géantes susceptibles d'héberger la vie, étude des exoplanètes bénéficiant d'un environnement modéré, détection avancée des ondes gravitationnelles). La première mission du programme est sélectionnée en mars 2024. La future sonde spatiale doit étudier vers 2054 l'océan subglaciaire d'Encelade (lune de Saturne).  

## Historique
La réflexion sur les objectifs scientifiques des futures missions spatiales développées par l'Agence spatiale européenne entre 2035 et 2050 est lancé en mars 2019. Elle donne lieu à la rédaction d'une centaine de propositions de sujets de la part de la communauté scientifique à la demande de l'agence spatiale. En juin 2021, le comité supérieur publie un rapport détaillant les thèmes scientifiques recommandés pour les futures missions lourdes et moyennes du programme ainsi que les développements technologiques nécessaires pour réaliser des avancées scientifiques décisives. Un appel à propositions pour une mission lourde portant sur les lunes des planètes géantes est lancée en décembre 2021 et débouche sur la sélection début 2024 d'une mission vers Encelade.
| Code mission | Type           | Mission sélectionnée ou candidats | Date de lancement | Statut       | Type engin                                     | Objectif                      |
| ------------ | -------------- | --------------------------------- | ----------------- | ------------ | ---------------------------------------------- | ----------------------------- |
| L4           | Mission lourde | Mission vers Encelade             | vers 2045         | Sélectionnée | Sonde spatiale de type orbiteur + atterrisseur | Étude d'un océan subglaciaire |

## Organisation
Voyage 2050 reprend l'organisation du programme Cosmic Vision : type de mission (3 missions lourdes L, 6 à 7 missions moyennes M et un certain nombre de missions d'opportunité moins coûteuses) et processus de sélection réalisé par un comité supérieur composé de 13 scientifiques s'appuyant sur des comités traitant des thèmes scientifiques plus spécifiques.

## Thèmes scientifiques
Pour les missions lourdes, trois thèmes scientifiques ont été sélectionnés par le comité :

### Les lunes des planètes géantes
L'objectif est d'étudier l'habitabilité des lunes des planètes géantes du Système solaire, rechercher les signatures biologiques (présence d'organismes vivants), étudier les connexions avec la structure interne, analyser les environnements à proximité de la surface et les implications des échanges de masse et d'énergie au niveau de l'ensemble constitué par la planète mère et ses lunes. Ce thème prend en compte les découvertes de la mission Cassini-Huygens et les retours scientifiques attendus de la mission Jupiter Icy Moons Explorer (JUICE). 

### Des exoplanètes tempérées à la Voie lactée
Notre galaxie, la Voie lactée, contient des centaines de millions d'étoiles et planètes ainsi que de la matière interstellaire et de la matière noire. Nous n'avons qu'une appréhension très partielle de cet écosystème alors que ce sujet constitue un préalable à la compréhension de la formation et de l'évolution des galaxies. Par ailleurs, une mission centrée sur la caractérisation des exoplanètes bénéficiant d'un environnement tempéré pourrait permettre une avancée scientifique décisive et présenter une grand intérêt pour le public. Toutefois le comité manque d'informations permettant de sélectionner à bon escient une mission remplissant cet objectif. Le comité recommande qu'une étude préalable soit réalisée pour déterminer sa faisabilité. Si les résultats de cette étude s'avéraient négatifs, le comité recommande une mission portant sur l'étude de l'écosystème galactique par astrométrie dans l'infrarouge ;

### Nouveaux détecteurs de l'Univers primordial
Ce thème porte sur l'étude de l'Univers primordial. L'objectif est d'étudier les débuts de l'Univers, la manière dont les premières structures cosmiques et les premiers trous noirs se sont formés et ont évolué. Il s'agit de traiter de questions de physique fondamentale et d'astrophysique. Le rapport recommande la réalisation de détecteurs d'ondes gravitationnelles ou de spectromètres micro-ondes de haute précision pour étudier l'univers primordial caractérisé par un décalage vers le rouge important. Ce thème exploite les avancées décisives résultant de la mission Planck et des retours attendus de la future mission Laser Interferometer Space Antenna (LISA).

## Missions

### Mission vers Encelade
Le comité d'experts constitué pour sélectionner la première mission du programme Voyage 2050 se réunit à compter de février 2022. Début 2024, il choisit une mission à destination d'Encelade, lune de Saturne. La mission a pour objectif de traiter le premier thème du programme Voyage 2050 (étude des lunes des planètes géantes et plus particulièrement des mondes comportant un océan subglaciaire susceptibles d'abriter des formes de vie). Cinq lunes disposant sans doute d'un tel océan étaient envisageables (les satellites d'Uranus et de Neptune n'en font pas partie car ces lunes très distantes de la Terre sont trop complexes à étudier). Il s'agit d'une part les lunes de Jupiter Ganymède et Callisto qui sont toutefois déjà les cibles de la mission JUICE développée par l'agence spatiale et d'autre part la lune de Jupiter Europe et les lunes de Saturne Titan et Encelade. Europe doit être étudiée par la mission de la NASA Europa Clipper et il est moins probable que l'océan subglaciaire de Titan abrite une forme de vie car il n'est pas au contact direct avec le noyau rocheux chaud contrairement à Encelade. Un autre avantage de cette dernière est que les geysers qui la caractérisent permettent d'étudier la composition de l'océan interne sans avoir besoin d'atterrir. Sur le plan technique, la mission comprendra un atterrisseur devant se poser près du pôle sud de ce petit corps et un orbiteur qui doit analyser les matériaux éjectés par les geysers. Compte tenu de la masse de la sonde spatiale au départ de la Terre, son lancement nécessitera l'utilisation de deux Ariane 6 (version A64) et une manœuvre de rendez-vous spatial en orbite terrestre basse entre les deux composants pour permettre leur assemblage. Le lancement doit intervenir entre 2040 et 2045 pour un atterrissage à la surface d'Encelade vers 2054,.